# Anendacusta yarramani
Anendacusta yarramani is een rechtvleugelig insect uit de familie krekels (Gryllidae). De wetenschappelijke naam van deze soort is voor het eerst geldig gepubliceerd in 1983 door Daniel Otte en Richard D. Alexander.
De soort komt voor in zuidoostelijk Queensland, in de omgeving van Yarraman, Cooyar en Maidenwell. Het holotype werd gevangen in het regenwoud oostelijk van Yarraman.